# Liam Lawson
Liam Lawson, född 11 februari 2002 i Hastings, är en nyzeeländsk racerförare. Han kör för närvarande för Racing Bulls i Formel 1. Han har tidigare tävlat i bland annat Super Formula för Team Mugen, samt Formel 2 för Carlin. Han har även kört för Red Bull och Alpha Tauri i Formel 1.

## Karriär
Lawsons första roll i Formel 1 var som reservförare för Red Bull Racing och Racing Bulls (även tidigare Scuderia AlphaTauri). Han debuterade i Formel 1 vid Nederländernas Grand Prix 2023, då han ersatte Daniel Ricciardo i Alpha Tauri, efter att Ricciardo fick en bruten handled under en krasch i ett av träningspassen.
Efter Singapores Grand Prix 2024 meddelades det att Lawson kommer att ersätta Ricciardo i Racing Bulls under resterande lopp av säsongen.
Den 19 december 2024 meddelades det att Lawson skrivit kontrakt med Red Bull Racing för säsongen 2025, där han ersatte Sergio Pérez. Inför Japans Grand Prix 2025 meddelades det att Lawson ersatts av Yuki Tsunoda, och istället kommer att köra för Racing Bulls resten av säsongen.

## Formel 1-karriär
| Säsong            | Stall/Tillverkare                        | Placering         | Lopp | Poäng | Etta | Tvåa | Trea | Pole | Varv |
| ----------------- | ---------------------------------------- | ----------------- | ---- | ----- | ---- | ---- | ---- | ---- | ---- |
| 2023              | Alpha Tauri-RBPT                         | 20                | 5    | 2     | 0    | 0    | 0    | 0    | 0    |
| 2024              | Racing Bulls-RBPT                        | 21                | 6    | 4     | 0    | 0    | 0    | 0    | 0    |
| 2025              | Red Bull Racing-RBPT · Racing Bulls-RBPT | 18                | 2 4  | 0     | 0    | 0    | 0    | 0    | 0    |
| Sammanlagt (2025) | Sammanlagt (2025)                        | Sammanlagt (2025) | 17   | 6     | 0    | 0    | 0    | 0    | 0    |